# Montsonís
Montsonís és una entitat de població del municipi de Foradada (Noguera). El 2019 tenia 70 habitants.

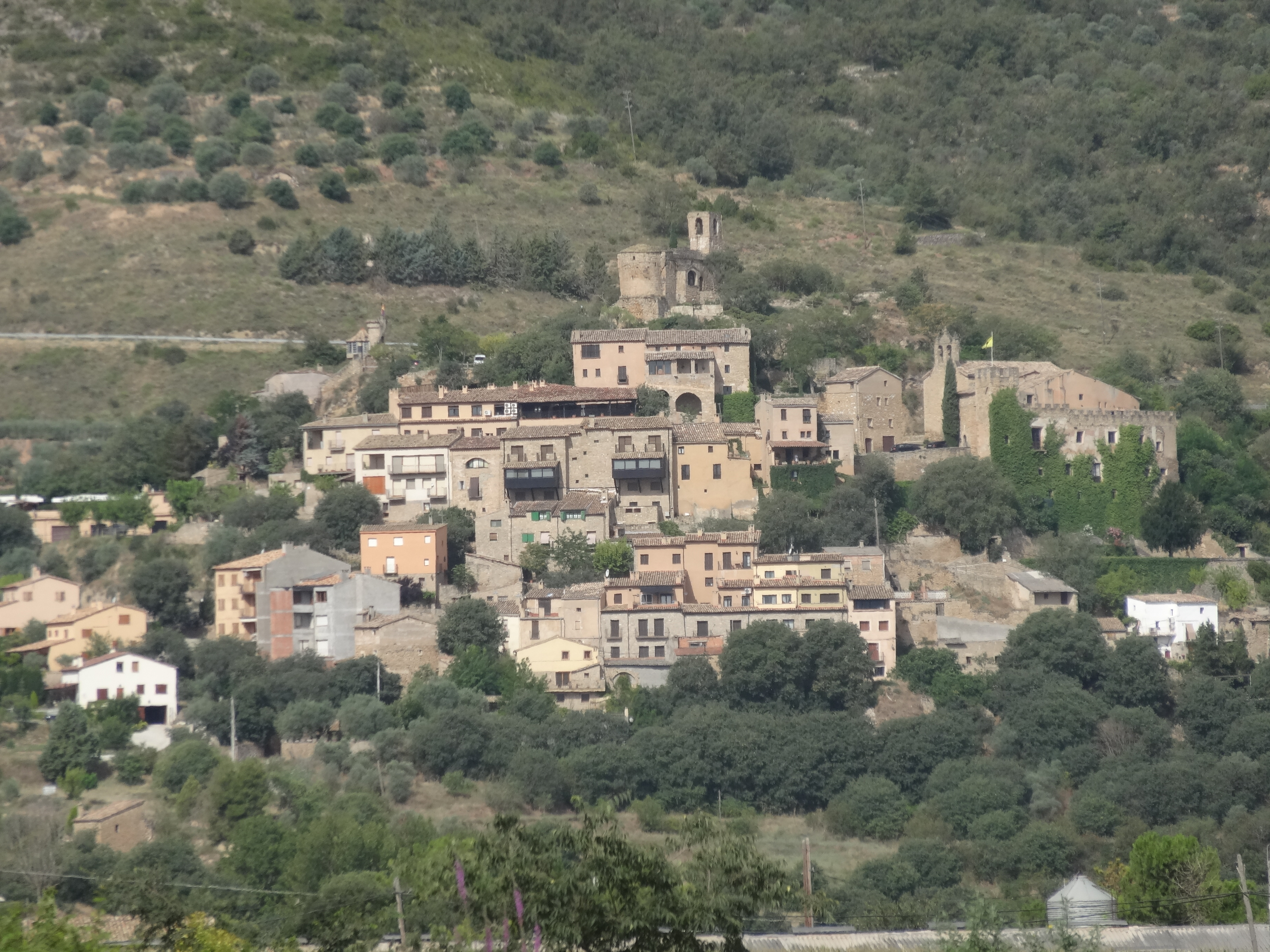
Nucli de Montsonís vist des d'Artesa de Segre

Està situat al vessant oriental de la serra de Montsonís (596 m), a l'esquerra del Segre, a l'entrada de l'estret de Salgars. Més de la meitat de la població es troba disseminada. La seva església parroquial de Santa Maria o Sant Urbà pertanyia a l'arxiprestat d'Àger.Fou municipi independent fins a meitat del segle xix quan es va integrar a Foradada.
A la part alta del poble hi ha el Castell de Montsonís, propietat de Carles de Montoliu i Carrasco, baró de l'Albi. És un edifici visitable, amb torre de l'homenatge, un finestral d'estil gòtic a la façana principal, oratori privat, cuina, menjador, bancs festejadors, forn de pa, presó amb cadenes per als presoners, cellers, habitació dels senyors, sala dels avantpassats, habitació amb finestra però sense porta, habitació reservada als pelegrins, sala d'armes, sala dels escuts, sales on s'exposen tapissos i records d'altres èpoques i un passadís secret al celler per a fugir en cas de setge.

## Llocs d'interès
- Sant Josep de Foradada